# Jalila Haider
Jalila Haider, urdu, en persa: جلیله حیدر‎, (Quetta, Baluchistán, 10 de diciembre de 1988) es una abogada de derechos humanos y activista política paquistaní. Es conocida por ser la primera abogada de la minoría hazara de Quetta y defensora de los derechos de su comunidad perseguida. Es miembro del Partido de los Trabajadores Awami (AWP), líder del capítulo de Baluchistán del Frente Democrático de Mujeres (WDF),  y también activista del Pashtun Tahafuz Movement (PTM). Fundó We the Humans – Pakistan, una ONG cuyo objetivo es empoderar a las comunidades locales de Baluchistán, fortaleciendo las oportunidades para mujeres y niños vulnerables.
Fue nombrada en 2019 entre las 100 Mujeres de la BBC, y fue elegida Mujer Internacional de Coraje por el Departamento de Estado de los Estados Unidos en marzo de 2020. En 2022, ganó el primer 'Premio de la Paz de Pakistán' por su trabajo y contribución para lograr la tolerancia y la paz sostenible en el país.

## Trayectoria
Haider tiene una maestría en Relaciones Internacionales de la Universidad de Baluchistán. Ha sido una defensora de los derechos de las comunidades vulnerables y se ha pronunciado contra las violaciones y abusos de derechos humanos que enfrentan. Ha hecho campaña en contra de las desapariciones forzadas y los asesinatos de trabajadores políticos baluchies y ha encabezado protestas y sentadas contra la limpieza étnica de los hazaras. Participa y habla en contra de las atrocidades que enfrentan los pastunes y cree que su dolor es similar, ya que todos exigen su derecho a la vida garantizado en la Constitución de Pakistán. También habló en una reunión del Movimiento Pashtun Tahaffuz en Quetta en marzo de 2018, por lo que recibió críticas y acoso.
Después de cuatro ataques separados contra la comunidad hazara en abril de 2018, encabezó un campamento pacífico de huelga de hambre frente al club de prensa de Quetta, que duró unos cinco días. Haider y otras líderes exigieron que el Jefe del Estado Mayor del Ejército de Pakistán, Qamar Javed Bajwa, visitara la comunidad y tomara medidas concretas para llevar a los perpetradores ante la justicia y garantizar su seguridad. Haider y los ancianos de la comunidad mantuvieron conversaciones no concluyentes con el ministro Principal de Baluchistán, Mir Abdul Quddus Bizenjo, el ministro Federal del Interior, Ahsan Iqbal, y el ministro del Interior Provincial, Mir Sarfraz Bugti. La huelga terminó después de que Javed Bajwa celebrara reuniones con los ancianos tribales y representantes de la comunidad, incluidas mujeres hazara, en las que garantizó la seguridad y la protección del derecho a la vida de la comunidad. Tras la huelga de hambre, el 2 de mayo de 2018, el presidente del Tribunal Supremo de Pakistán, Mian Saqib Nisar, tomó nota por iniciativa propia de los asesinatos de hazaras. En la audiencia posterior, el 11 de mayo, estos asesinatos selectivos fueron calificados de limpieza étnica de la comunidad hazara y Nisar ordenó a todas las agencias de seguridad que presentaran informes sobre las fuerzas detrás de estos asesinatos.
Además de su activismo político, ejerce la abogacía en el Colegio de Abogados de Baluchistán desde hace años.Se especializa en la defensa de los derechos de las mujeres y brinda servicios legales gratuitos a personas que no pueden pagar asesoría legal en una amplia gama de temas, incluida la justicia justa, las ejecuciones extrajudiciales, la violencia doméstica, las disputas matrimoniales, el acoso sexual y los derechos de propiedad.
En 2018, también se reunió con Ihsan Ghani, Coordinador Nacional de la Autoridad Nacional Contra el Terrorismo (NACTA) en Islamabad, para exponer las quejas de las mujeres hazaras que se enfrentan a problemas sociales, económicos y administrativos como sostén de sus hogares al haber sido asesinados los hombres que mantenían a sus familias.
Haider también ha contribuido a la lucha feminista en Baluchistán luchando contra las normas del patriarcado y liderando todos los movimientos importantes, incluida la Marcha Aurat.

## Reconocimientos
En 2014, fue seleccionada como becaria del Atlantic Council Emerging Leaders of Pakistan y fue miembro del primer grupo de Emprendedores Sociales de Pakistán por los becarios del Círculo Rajeev en 2015. Ese mismo año, fue seleccionada como una de las mujeres más influyentes y poderosas de Pakistán: 'News Women Power 50'. También fue becaria del Swedish Institute Young Connectors of the Future en 2016.
Fue nombrada entre las 100 mujeres de la BBC en 2019, que es una lista sobre mujeres inspiradoras e influyentes compilada por la BBC. Fue elegida Mujer Internacional de Coraje en marzo de 2020 por el Secretario de Estado de Estados Unidos.
Recibió el Hum TV Women Leaders Award 2020 por sus logros durante el año anterior. Mismo año en el que recibió una beca en la Universidad de Sussex, Inglaterra.

## Amenazas
Haider ha recibido críticas de su sociedad y amenazas y acoso de actores estatales y no estatales por su activismo contra los excesos en materia de derechos humanos. En marzo de 2019, el nombre de Haider fue incluido en la Lista de Control de Salida (ECL) de Pakistán después de su participación en las reuniones públicas del Pashtun Tahafuz Movement.